# Viselkedési minta
Az informatikában a viselkedési minták (angolul Behavioral patterns) elsősorban algoritmusokkal, illetve az osztályok és objektumok közötti kommunikációval, a felelősségi körök kijelölésével foglalkoznak.

## Összefoglalás
Bonyolult vezérlési folyamatokat modelleznek az osztályok és objektumok közötti interakciókra lebontva, így könnyebben átláthatóvá téve azokat. Az osztályminták öröklést, az objektumminták aggregációt alkalmaznak ennek érdekében.
A GoF könyv szerint ebbe a csoportba a következő minták tartoznak:
- Felelősséglánc programtervezési minta
- Parancs programtervezési minta
- Értelmező programtervezési minta
- Bejáró programtervezési minta
- Közvetítő programtervezési minta
- Emlékeztető programtervezési minta
- Megfigyelő programtervezési minta
- Állapot programtervezési minta
- Stratégia programtervezési minta
- Sablonfüggvény programtervezési minta
- Látogató programtervezési minta

## Fordítás
Ez a szócikk részben vagy egészben  a   Behavioral pattern című angol Wikipédia-szócikk ezen változatának fordításán alapul.  Az eredeti cikk szerkesztőit annak laptörténete sorolja fel. Ez a jelzés csupán a megfogalmazás eredetét és a szerzői jogokat jelzi, nem szolgál a cikkben szereplő információk forrásmegjelöléseként.